# Tiantang (köpinghuvudort i Kina, Hunan Sheng, lat 25,55, long 111,89)
Tiantang (kinesiska: 天堂) är en köpinghuvudort i Kina. Den ligger i provinsen Hunan, i den södra delen av landet, omkring 310 kilometer söder om provinshuvudstaden Changsha. Antalet invånare är 34 752. Befolkningen består av 15 989 kvinnor och 18 763 män. Barn under 15 år utgör 20,0 %, vuxna 15-64 år 70 %, och äldre över 65 år 9,0 %.
Runt Tiantang är det tätbefolkat, med 308 invånare per kvadratkilometer. Närmaste större samhälle är Shunling, 6,5 km nordost om Tiantang. I omgivningarna runt Tiantang växer huvudsakligen savannskog.
Genomsnittlig årsnederbörd är 1 966 millimeter. Den regnigaste månaden är april, med i genomsnitt 291 mm nederbörd, och den torraste är oktober, med 41 mm nederbörd.